# Борки (Краснинский район)
Борки — деревня в Краснинском районе Смоленской области России. Входит в состав Малеевского сельского поселения. До 5 июня 2017 года входила в состав Глубокинского сельского поселения.
По состоянию на 2007 год постоянного населения не имеет.

## География
Расположена в западной части области в 5 км к северо-западу от Красного, в 13 км южнее автодороги М1 «Беларусь», на берегу реки Свиная. В 13 км северо-восточнее деревни расположена железнодорожная станция Гусино на линии Москва — Минск.

## История
В годы Великой Отечественной войны деревня была оккупирована гитлеровскими войсками в июле 1941 года, освобождена в сентябре 1943 года.